# Битка при Куновица
Битката при Куновица е битка между кръстоносците, водени от Янош Хуняди и Владислав III, и Османската империя, състояла се на 2 или 5 януари 1444 г. при планината Куновица (Суха планина) между Пирот и Ниш.

## Битката
Кръстоносците започват отстъплението си на 24 декември 1443 г. след Битката при Златица. Турските войски ги следват през реките Искър и Нишава и атакуват в Куновишкия проход (според някои източници попадат в засада) отстъпващите кръстоносци. Битката се състои през нощта под пълна луна. Хуняди и Владислав са минали през прохода и нападат турците при реката на източния край на планината. Турците са победени и много турски командири, включително Махмуд бей, зет на султан Мурад II, са пленени.
Според някои източници, Скендербег участвал в битката на страната на турците, но ги дезертирал по време на битката.

## Последствия
Четири дни след битката кръстоносците достигат Прокупле. Георги Бранкович предлага на Владислав и Хуняди да останат в сръбски крепости през зимата и да продължат похода си срещу турците през пролетта на 1444 г. Те отхвърлят предложението му и се оттеглят. През януари 1444 г. достигат Белград, а през февруари пристигат в Буда, където са посрещнати като герои.
Мурад II междувременно се връща гневен и отчаян от ненадеждността на войските си и хвърля Турахан бей в затвора, обвинявайки го за неуспехите на армията си и за пленяването на Махмуд бей.
Битката се почита в сръбската епическа песен „Подухни ветре“.